# Lovsko, Razgrad
Lovsko (în bulgară Ловско) este un sat în comuna Loznița, regiunea Razgrad,  Bulgaria. 

## Demografie
Componența etnică a satului Lovsko
     Bulgari (37,18%)
     Nicio identificare (27,7%)
     Turci (32,88%)
     Romi (0%)
     Altele (2,22%)
La recensământul din 2011, populația satului Lovsko era de 675 locuitori. Nu există o etnie majoritară, locuitorii fiind bulgari (37,18%) și turci (32,88%). Pentru 27,7% din locuitori nu este cunoscută apartenența etnică.